# Kevin Smith (actor neo-zeelandez)
Kevin Tod Smith (n. 16 martie 1963 – d. 15 februarie 2002) a fost un actor din Noua Zeelandă, cel mai bine cunoscut pentru rolul zeului grec al războiului, Ares, în seria Hercule: Călătorii legendare și pentru apariții în Xena, Prințesa războinică și în Tânărul Hercule. El a fost, de asemenea, un cântăreț de muzică rock.

## Filmografie

### Roluri principale
| An   | Film                                                                 | Rol                                      | Note                   |
| ---- | -------------------------------------------------------------------- | ---------------------------------------- | ---------------------- |
| 1987 | Gloss                                                                |                                          | serial TV              |
| 1991 | Mon Désir                                                            |                                          |                        |
| 1991 | Away Laughing                                                        | diferite personaje                       | serial TV              |
| 1992 | Shortland Street                                                     | Jed                                      | serial TV              |
| 1993 | Desperate Remedies                                                   | Lawrence Hayes                           |                        |
| 1994 | Kevin Rampenbacker And The Electric Kettle                           |                                          |                        |
| 1994 | Marlin Bay                                                           | Paul Cosic                               | serial TV              |
| 1994 | Heartland                                                            | Shorty Carmichael                        | Mini serial TV         |
| 1995 | Hercules: The Legendary Journeys                                     | Ares/Iphicles                            | (1995–1999) TV Series  |
| 1995 | Xena: Warrior Princess                                               | Ares                                     | (1995–2001) serial TV  |
| 1996 | McLeod's Daughters                                                   | Rod                                      | TV                     |
| 1998 | Young Hercules                                                       | Ares                                     | (1998–1999) serial TV  |
| 1998 | Flatmates                                                            | TV                                       |                        |
| 1998 | Hercules and Xena - The Animated Movie: The Battle for Mount Olympus | Ares (vocea personajului)                | Produs Direct pe Video |
| 1998 | 'Young Hercules                                                      | Ares, frate vitreg al lui Hercule/Pellas | TV                     |
| 1999 | Channelling Baby                                                     | Geoff                                    |                        |
| 1999 | Lawless                                                              | John Lawless                             | TV                     |
| 2000 | Lawless: Dead Evidence                                               | John Lawless                             |                        |
| 2000 | Jubilee                                                              | Max Seddon                               |                        |
| 2001 | The Meeting                                                          | Wallace Greenway                         |                        |
| 2001 | Lawless: Beyond Justice                                              | John Lawless                             |                        |
| 2002 | Warriors of Virtue: The Return to Tao                                | Dogon                                    |                        |
| 2003 | Riverworld                                                           | Valdemar                                 | TV (voce)              |

### Apariții
| An   | Titlu                         | Rol            | Episodul               |
| ---- | ----------------------------- | -------------- | ---------------------- |
| 1996 | Naked: Stories of Men         | Ted            | 1.2 "Fisherman's Wake" |
| 1996 | City Life                     | Damon South    | 1.1                    |
| 1996 | City Life                     | Damon South    | 1.2                    |
| 1997 | Wildside                      | Lenny Maddox   | 1.2                    |
| 1998 | F/X: The Series               | Ricky Delacruz | 2.13 "Vigilantes"      |
| 1998 | Wildside                      | Lenny Maddox   | 1.34                   |
| 1999 | Wildside                      | Lenny          | 2.9                    |
| 2000 | Guess Who's Coming to Dinner? | în rolul său   | 3.4                    |